# Jeanne Madeleine Castille
Jeanne Madeleine Castille, née le 21 février 1910 à Saint-Martinville et morte le 30 janvier 1994 en Louisiane, est une écrivaine, pédagogue et mémorialiste américaine. Elle reçoit le prix Saint-Simon et honorée au titre de chevalier de la Légion d'honneur suite à la sortie de son livre Moi, Jeanne Castille de Louisiane.

## Biographie
Jeanne Madeleine Castille naît  d'une fratrie de cinq enfants le 21 février 1910 à Saint-Martinville en Louisiane aux États-Unis. Elle est la fille de Jean John Castille et Rose Thibodeaux. 
Titulaire d'un diplôme de l'Institut du Sud-Ouest de la Louisiane renommé Southwestern Louisiana University, elle dispose aussi d'une maîtrise en langue française de  l'Université Columbia. En outre, elle obtient un certificat en linguistique de l'Université de Besançon et un diplôme en sciences économiques de l'Université Tulane. Aussi, elle est détentrice d'une qualification en enseignement destinée aux analphabètes adultes à Southern University.
Elle s’est fait connaître pour son engagement social, notamment de la promotion du français en Louisiane.  Depuis 1933, elle s'engage dans des actions militantes pour la protection de sa langue natale.

## Œuvres
- Moi, Jeanne Castille, de Louisiane, 2006[5]